# هدنفیلد، نیوجرسی
هدنفیلد (به انگلیسی: Haddonfield) شهری در ایالت نیوجرسی کشور ایالات متحده آمریکا است که جمعیت آن در سرشماری سال ۲۰۱۰ میلادی، ۱۱٬۵۹۳ نفر بوده‌است.